# Хомутова балка

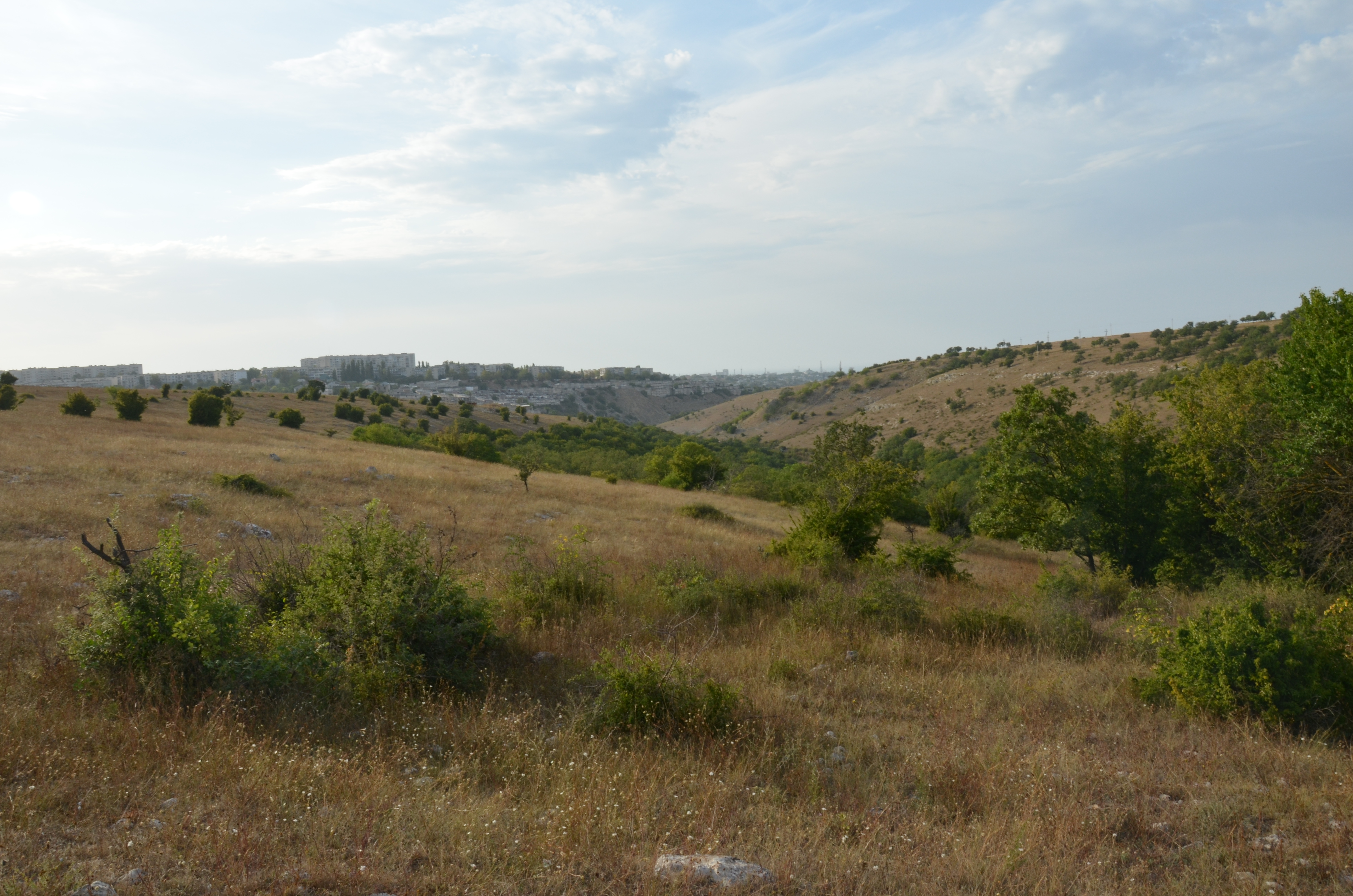
Вид зі схилу балки

44°33′31″ пн. ш. 33°32′46″ сх. д. / 44.558739° пн. ш. 33.546034° сх. д.
Хомутова балка  — балка у Севастополі довжиною трохи більше 3 кілометрів. Починається у висот Карагач біля Сапун-гори, впадає у Сарандінакіну балку.
У балці розташований ландшафтний парк Максимова дача.
Назва виникла через хутір крігкомісара Ф.М.Хомутова, що знаходився тут наприкінці XVII - початку XIX ст. В кінці XIX ст. хутір купив Олексій Максимов, який розбив тут гарний парк з садибою. Садиба поступово прийшла в занепад у радянський період.
Існує джерело питної води.
У верхів'ї балки були знайдені залишки укріпленого поселення I ст. до н.е  - IV ст. н.е. Також знайдені водозбірні галереї римської доби (II- III ст.).